# 莎菀属
莎菀属（学名：Arctogeron）是菊科下的一个属，为多年生垫状草本植物。该属仅有1种，分布于西伯利亚。